# Leptarctia nigrorubra
Leptarctia nigrorubra là một loài bướm đêm thuộc phân họ Arctiinae, họ Erebidae.